# Ixodes spinicoxalis
Ixodes spinicoxalis är en fästingart som beskrevs av Neumann 1899. Ixodes spinicoxalis ingår i släktet Ixodes och familjen hårda fästingar. Inga underarter finns listade i Catalogue of Life.